# 顾晓松
顾晓松（1953年12月2日—），男，江苏南通人，中国医学组织工程学与神经再生专家，中国工程院院士。现任天津大学医学部主任、脑机交互与人机共融海河实验室主任，曾任南通大学医学院教授，南通大学原党委书记，第十一届全国人民代表大会江苏地区代表。

## 生平
毕业于上海医科大学人体解剖学专业。2008年起担任全国人大代表。

## 荣誉
2015年12月当选中国工程院医药卫生学部院士。